# Señorío de Jilotepec
El Señorío de Jilotepec (Del náhuatl: Xilotepetl «cerro del maíz tierno») fue un señorío otomí que se situaba en el actual estado de México (Cuautitlán, Tlalnepantla e Ixtlahuaca), al norte del estado de Querétaro, al noreste del estado de Hidalgo (en la zona de Tula y Tepeji del Río) y al sureste del estado de Michoacán, el cual estableció relaciones con zonas colindantes, geográfica y culturalmente, como la Huasteca, Michoacán y Guanajuato.
Entre los pueblos sujetos al Señorío de Jilotepec estaban  Acaxochitla, Michmaloayan, Tecocauhtla, Tepetitlan, Soyaniquilpan, Xilotepec, Tlacho, Atlán, Huichapan, Nopala, Timalpan, Zimapán, Tecolutla, Techalitla y Chipantongo, entre otros.
De este señorío solo queda actualmente su centro principal, el actual municipio mexicano de Jilotepec.

## Historia
Se desconoce la fecha de fundación original pero un primer reino fue conquistado en 1379 por Acamapichtli, Huey Tlahtoani mexica, se tiene que a decir de sus habitantes, de cuando fueron invadidos por los españoles, que llegaron a comentar que después del año mencionado la gente de Jilotepec peleó y pudo volver a ser autónoma. 

Pero que durante el reinado de Axayacatl sufrió una nueva invasión mexica y en 1487 Ahuízotl consumó su dominio.

Para 1519, los españoles supieron de la existencia del Señorío de Jilotepec, así que en su proceso de invasión, conquista y expansión lo conquistaron a mediados de 1520, y así en 1526 iniciaron la colonización, así otorgaron encomiendas al Capitán Francisco Jaramillo, esposo de la Malintzin, la intérprete de Hernán Cortés, en tanto que él sirvió a este y participó en la caída de Temixtitan, por otro lado se tiene que también fue encomendero fray Juan de Zumárraga, quien fue Obispo de la Ciudad de México en las décadas de los 1530's y 1540's. Estas encomiendas permiten establecer que esa región contaba con muy buenas tierras para la agricultura y para cierto grado de ganadería.

Jilotepec pasó del dominio mexica al castellano, los cuales establecieron una alianza con los caciques para la conquista y poblamiento del territorio, esto afectó la organización productiva, política y social de ambos sistemas.

## Extensión territorial
Abarcaba desde el este de Guanajuato hasta el oeste del estado de México, con cabecera de estado en Jilotepec.